# ماده‌بلوط جنگلی
ماده‌بلوط جنگلی (نام علمی: Allocasuarina torulosa) نام یک گونه از سرده ماده‌بلوط‌ها است.